# Friedrich Wilhelm Stockmarr
Friedrich Wilhelm Stockmarr (* 16. August 1833 in Berlin; † 8. Oktober 1923 in Dessau) war ein preußischer General der Infanterie.

## Leben

### Herkunft
Friedrich Wilhelm war ein Sohn des Generalleutnants August Ludwig Stockmarr (1794–1889) und dessen Ehefrau Christiane Rosalie, geborene Filter (* 1801).

### Militärkarriere
Nach dem Besuch des Gymnasiums in Dessau trat Stockmarr am 1. Oktober 1850 als Dreijährig-Freiwilliger in das 2. Infanterie- (Königs-) Regiment der Preußischen Armee ein und avancierte bis Mitte Juli 1852 zum Sekondeleutnant. Von Juni 1854 bis Juli 1857 war er Bataillonsadjutant, absolvierte ab Oktober 1857 zur weiteren Ausbildung für drei Jahre die Allgemeine Kriegsschule und stieg am 19. September 1860 zum Premierleutnant auf. Vom 1. Dezember 1860 bis zum 15. Februar 1861 sowie vom 11. bis 21. April 1861 war Stockmarr als stellvertretender Adjutant der 3. Division kommandiert. Zwischenzeitlich erfolgte Ende Februar 1861 seine Versetzung in das 5. Pommersche Infanterie-Regiment Nr. 42. Vom 1. Mai 1861 bis zum 30. April 1864 wurde er zur Trigonometrischen Abteilung des Großen Generalstabs kommandiert. Am 14. Februar 1865 erfolgte als Vermessungsdirigent seine erneute Kommandierung zur Trigonometrischen Abteilung des Großen Generalstabes. Unter Belassung in diesem Kommando wurde Stockmarr bei gleichzeitiger Beförderung zum Hauptmann in den Generalstab versetzt und dem Großen Generalstab zugeteilt. Während des Deutschen Krieges war er vom 22. Mai bis zum 17. September 1866 als Generalstabsoffizier beim Generalkommando des I. Reserve-Armeekorps tätig.
Nach dem Krieg wurde er am 16. Februar 1867 unter Belassung in seiner Stellung als Vermessungsdirigent à la suite des Generalstabes der Armee gestellt und in eine etasmäßige Hauptammstelle den Nebenetat des Großen Generalstabes versetzt. Bei der Mobilmachung anlässlich des Krieges gegen Frankreich kam Stockmarr am 18. Juli 1870 zum Generalstab der 3. Division und wurde zwei Tage später zum Major befördert. Er nahm an der Gravelotte und der Belagerung von Metz teil. Während der Belagerung von Paris wurde er bei Champigny-Villiers durch einen Granatsplitter am Kopf schwer verwundet, der zum Verlust des halben linken Ohres führte.
Ausgezeichnet mit beiden Klassen des Eisernen Kreuzes wurde Stockmarr nach dem Vorfrieden von Versailles am 8. April 1871 wieder in den Großen Generalstab und Mitte des Monats als Vermessungsdirigent zur Landestriangulation kommandiert. Nach einer zweijährigen Verwendung beim Generalstab der 14. Division trat er am 16. April 1874 mit der Ernennung zum Kommandeur des I. Bataillons im Anhaltischen Infanterie-Regiment Nr. 93 wieder in den Truppendienst zurück. Er stieg dort am 3. Juli 1875 zum Oberstleutnant und am 11. Juni 1879 zum Oberst auf. Am 13. Januar 1880 wurde Stockmarr Kommandeur des Infanterie-Regiments „Prinz Friedrich der Niederlande“ (2. Westfälisches) Nr. 15. Unter Stellung à la suite seines Regiments beauftragte man ihn am 18. August 1885 mit der Führung der in Frankfurt am Main stationierten 42. Infanterie-Brigade. Am 16. September 1885 erhielt er seine Beförderung zum Generalmajor und die Ernennung zum Brigadekommandeur. Am 4. August 1888 mit der Führung der 31. Division beauftragt, wurde Stockmarr am 19. September 1888 als Generalleutnant Kommandeur dieses Großverbandes. Daran schloss sich am 15. Juli 1889 eine Verwendung als Direktor des Militär-Ökonomiedepartments im Kriegsministerium an. Zugleich wirkte er ab Mitte August 1889 als stellvertretender Bevollmächtigten im Bundesrat, als Präses der Ober-Examinationskommission im Kriegsministerium und vorsitzendes Mitglied der Direktion des Großen Militärwaisenhauses. Er bekam am 22. März 1890 den Stern zum Roten Adlerorden II. Klasse mit Eichenlaub und am 14. Januar 1891 das Großkomtur des Bayerischen Militärverdienstordens. Unter Verleihung des Kronen-Ordens I. Klasse wurde er am 7. März 1891 mit Pension zur Disposition gestellt. Nach seiner Verabschiedung erhielt Stockmarr am 19. Mai 1894 das Großkreuz des Hausordens Albrechts des Bären und Kaiser Wilhelm II. würdigte ihn am 22. März 1897 durch die Verleihung des Charakters als General der Infanterie. Er starb am 8. Oktober 1923 in Dessau.

### Familie
Stockmarr heiratete am 26. November 1857 in Berlin Anna Preiß, mit der er die Tochter Rosalie (* 1859) hatte.